# Tony Lloyd (homme politique)
Pour les articles homonymes, voir Tony Lloyd, Anthony Lloyd et Lloyd.
Anthony Joseph Lloyd, dit Tony Lloyd, né le 25 février 1950 à Stretford (Lancashire, Angleterre) et mort le 17 janvier 2024, est un homme politique du parti travailliste britannique qui est député pour trois circonscriptions,  député de Rochdale de 2017 à sa mort.
Il est député de Stretford de 1983 à 1997 et député de Manchester Central de 1997 à 2012. Il est aussi commissaire de la police et de la criminalité du Grand Manchester entre 2012 et 2017 et maire par intérim du Grand Manchester entre 2015 et 2017. Tony Lloyd est Secrétaire d'État pour l'Irlande du Nord du cabinet fantôme entre 2018 et 2020, démissionnant de son poste de secrétaire d'État fantôme le 28 avril 2020, pour se remettre de sa maladie du COVID-19. Il est remplacé par Louise Haigh.
Né à Stretford, Tony Lloyd est conseiller de Trafford de 1979 à 1984. En 1983, il est élu député de Stretford, représentant la circonscription jusqu'à son abolition en 1997, date à laquelle il est élu pour Manchester Central. En tant que député, Tony Lloyd est porte-parole de l'opposition entre 1987 et 1997, ministre d'État au ministère des Affaires étrangères et du Commonwealth entre 1997 et 1999 et président du Parti travailliste parlementaire de 2006 à 2012. Tony Lloyd est député de circonscription jusqu'en octobre 2012, date à laquelle il démissionne pour se présenter aux élections de 2012 du commissaire de la police et du crime pour la zone de Police du Grand Manchester. Il est élu et prend ses fonctions en novembre 2012. Tony Lloyd, nommé maire intérimaire du Grand Manchester le 29 mai 2015, annonce le 11 février 2016 qu'il chercherait à devenir le candidat du Parti travailliste à l'élection du maire du Grand Manchester, mais perd pour l'investiture face à Andy Burnham avant d'être élu député de Rochdale en 2017.

## Biographie

### Jeunesse et vie de famille
Tony Lloyd est né à Stretford  le 25 février 1950  le quatrième des cinq enfants de Sydney Lloyd et de son épouse Ciceley Boatte . Il grandit à Stretford, et fréquente la Stretford Grammar School for Boys, à l'université de Nottingham (où il obtient un BSc en mathématiques en 1972) et à la Manchester Business School (où il étudie pour un MBA), avant de devenir maître de conférences en études commerciales à l'Université de Salford.
Le père de Tony Lloyd est mort quand il a 13 ans, laissant sa mère Ciceley, une fervente militante du Parti travailliste, pour façonner ses valeurs.
Tony Lloyd épouse Judith Ann Tear en 1974 . Ils ont trois filles et un fils . En tant que partisan de Manchester United, en mars 2011, il dépose une motion de début de journée à la Chambre des communes pour que leur joueur Ryan Giggs soit fait chevalier.

### Carrière politique

#### Conseil de Trafford
Tony Lloyd est élu pour la première fois à une fonction publique aux élections du conseil de Trafford en 1979, remportant un siège au conseil municipal de Trafford représentant le quartier de Clifford le 4 mai 1979 (le jour où Margaret Thatcher est devenue Premier ministre du Royaume-Uni). Tony Lloyd reste conseiller de Trafford jusqu'en 1984, passant au rang de chef adjoint du Conseil du travail.

#### Chambre des communes
Tony Lloyd entre à la Chambre des communes en tant que député de Stretford le 9 juin 1983, après les élections générales de 1983 . Il est whip de l'opposition entre 1986 et 1987 et le porte-parole de l'opposition pour les transports (1987–1992), l'emploi (1992–1994), l'environnement (1994–1995) et les affaires étrangères (1995–1997).
Les limites des circonscriptions sont réformées pour les élections générales de 1997, et Tony Lloyd est  sélectionné pour la circonscription de Manchester Central, où il est réélu à chaque élection générale jusqu'en 2010. À la suite des élections générales de 1997 qui ont nommé Tony Blair comme Premier ministre, Tony Lloyd devient ministre d'État junior au ministère des Affaires étrangères et du Commonwealth sous Robin Cook, partir du 5 mai 1997. En 1998, une enquête du Comité spécial des affaires étrangères sur la fourniture d'armes de Sandline International à l'Afrique pendant la guerre civile en Sierra Leone conduit à des accusations selon lesquelles Tony Lloyd aurait été malhonnête et manquait de profondeur sur le commerce des armes illicites . Il quitte le Foreign Office lors du remaniement gouvernemental du 28 juin 1999.
Tony Lloyd reste un backbencher " puissant " et le 5 décembre 2006 il devient président du Parti travailliste parlementaire, en battant la titulaire, Ann Clwyd, qui était perçue comme trop proche de Blair. Tony Lloyd, est décrit par le journaliste Michael White comme un " allié Brownite ", et le conseiller travailliste Jonathan Powell écrit que Tony Lloyd est un membre clé de " l'équipe d'hommes de main de Brown sur les bancs travaillistes pour s'opposer à Tony [Blair] ". Tony Lloyd est un membre du Comité de sélection régional du Nord-Ouest de mars 2009 au 11 mai 2010. Après les révélations découlant du Scandale des dépenses du Parlement du Royaume-Uni, Tony Lloyd est contraint de s'excuser d'avoir sur-réclamé 2 210 £ de loyer de son appartement à Londres, ajoutant qu'il s'agissait d'une " véritable erreur ". En tant que président du Parti travailliste parlementaire, Tony Lloyd écrit aux députés travaillistes pour les exhorter à publier toutes les déclarations de dépenses.
Tony Lloyd vote pour Bryan Gould et John Prescott aux élections à la direction du Parti travailliste de 1992 et 1994 . Bien que le site Web des activités politiques TheyWorkForYou déclare que Tony Lloyd " se rebelle rarement " il vote contre l'agenda national du Labour dans des domaines clés alors qu'il est député. Il rejoint les députés travaillistes rebelles en votant contre la politique gouvernementale concernant la guerre en Irak, et s'est rebellé contre la politique gouvernementale permettant de détenir des suspects terroristes pendant 90 jours sans procès. Il vote contre la politique du gouvernement d'introduire des frais de scolarité pour les étudiants  et en tant que « militant anti-nucléaire et anti-guerre » vote contre le renouvellement ou le remplacement du programme britannique Trident en 2007. Tony Lloyd vote pour la réforme de la Chambre des Lords, la loi de 2006 sur les cartes d'identité et l'expansion de l'aéroport de Londres Heathrow .
Tony Lloyd est le chef de la délégation britannique à l'Assemblée parlementaire du Conseil de l'Europe et l'un de ses vice-présidents, un chef de la délégation britannique à l'Union de l'Europe occidentale, et chef de la délégation britannique à l'Organisation pour la sécurité et la coopération en Europe (OSCE) ,. Il est à la tête de l'OSCE à un moment où elle surveillait l'élection présidentielle biélorusse de 2010, qu'elle dénonce comme frauduleuse; Lloyd déclare que " l'élection n'a pas donné à la Biélorussie le nouveau départ dont elle avait besoin " ajoutant que " le peuple biélorusse méritait mieux ". Tony Lloyd est président du groupe des députés travaillistes syndicalistes de 2002 à 2012 ,.

#### Commissaire de la police et de la criminalité

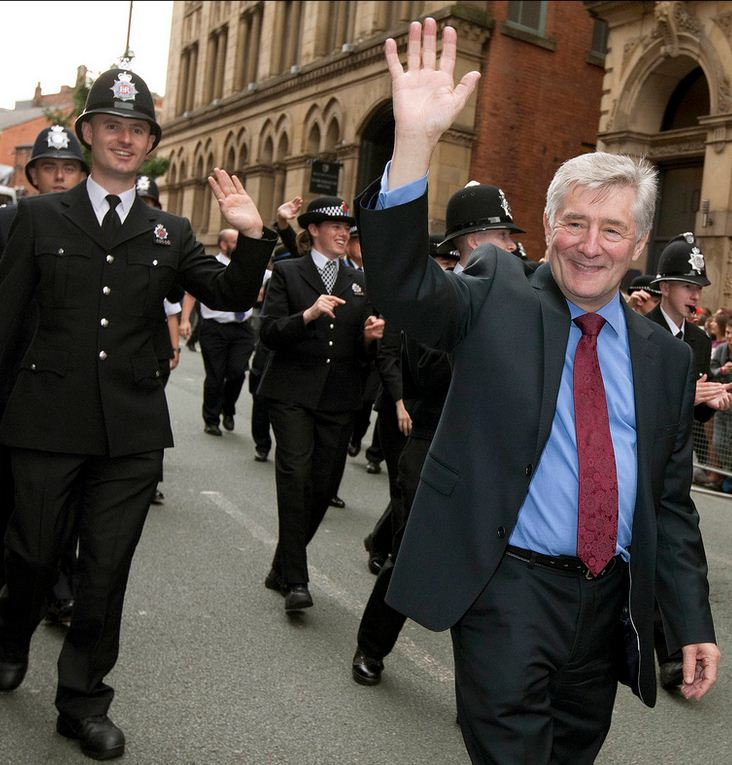
Tony Lloyd défilant avec la police du Grand Manchester au festival Manchester Pride 2013.

Tony Lloyd est décrit par Andrew Roth de The Guardian comme un " régionaliste réaliste " ;  il soutient la création de l'Autorité combinée du Grand Manchester en 2011, mais désapprouve le fait qu'il y ait un maire élu du Greater Manchester. Le 15 février 2012, Tony Lloyd annonce son intention de quitter son poste de député pour se porter candidat au poste de commissaire directement élu pour la police et la criminalité du Grand Manchester. Tony Lloyd déclare qu'il est prêt à quitter la circonscription de Manchester Central, un siège travailliste sur, pour le poste du PCC parce que « toutes les années où j'ai été député, l'un des problèmes permanents que les gens ont soulevé avec moi est la peur du crime ». L'élection partielle de 2012 à Manchester Central qui en résulte est prévue pour le même jour de scrutin de novembre. Lors des élections de 2012 pour le commissaire à la police, Tony Lloyd est élu premier commissaire de la police et du crime du Grand Manchester, gagnant avec 139 437 voix, une part de 51,23 % et environ 7 % de l'électorat, incitant le Manchester Evening News à plaisanter qu'il est devenu « l'homme le plus puissant du Grand Manchester ».
En tant que commissaire de la police et du crime pour le Grand Manchester, Tony Lloyd est l'un des commissaires les plus en vue du Parti travailliste, supervisant l'un des plus grands services de police d'Angleterre et du Pays de Galles en dehors du Grand Londres. Il reçoit 100 000 £ par an, le salaire le plus élevé de tout commissaire de police et de crime anglais ou gallois. Il est basé au Salford Civic Center et doit concevoir un plan stratégique quinquennal pour la police du Grand Manchester et demander des comptes à Sir Peter Fahy, le chef de la police.

#### Maire par intérim du Grand Manchester
Tony Lloyd est nommé maire intérimaire du Grand Manchester le 29 mai 2015. Il a par la suite annoncé qu'il se présenterait pour devenir le candidat du Parti travailliste pour les élections municipales du Grand Manchester 2017 le 11 février 2016 .
Le 9 août, Andy Burnham est sélectionné avec 51,1% des voix. Lloyd arrive deuxième avec 29,1%.

#### Retour aux communes
En mai 2017, Tony Lloyd est sélectionné pour se présenter comme candidat du Parti travailliste pour Rochdale aux élections générales de 2017. Il est choisi après que le député sortant, Simon Danczuk, n'ait pas été autorisé à se présenter à nouveau en tant que candidat travailliste, en raison d'une enquête interne du parti sur la conduite personnelle de Danczuk. Tony Lloyd est élu avec une majorité de 14 819 voix .
Le 3 juillet 2017, il est nommé par le leader travailliste Jeremy Corbyn comme ministre fantôme du logement . Le 23 mars 2018, Tony Lloyd devient secrétaire d'État fantôme pour l'Irlande du Nord, en remplacement d'Owen Smith limogé .
En décembre 2019, il est secrétaire d'État fantôme pour l'Écosse, en remplacement de Lesley Laird. Lors de l'élection de Sir Keir Starmer à la tête du parti travailliste au printemps 2020, Tony Lloyd est remplacé à ce poste par Ian Murray mais continue en tant que secrétaire d'État fantôme pour l'Irlande du Nord. Louise Haigh le remplace à titre intérimaire en avril 2020 après son admission à l'hôpital pour un coronavirus.
À la suite de sa sortie de la Manchester Royal Infirmary, Tony Lloyd démissionne de son poste au cabinet fantôme pour se concentrer sur son rétablissement du COVID-19, mais a promis de continuer son travail en tant que député de circonscription.